# Dirk van der Aa

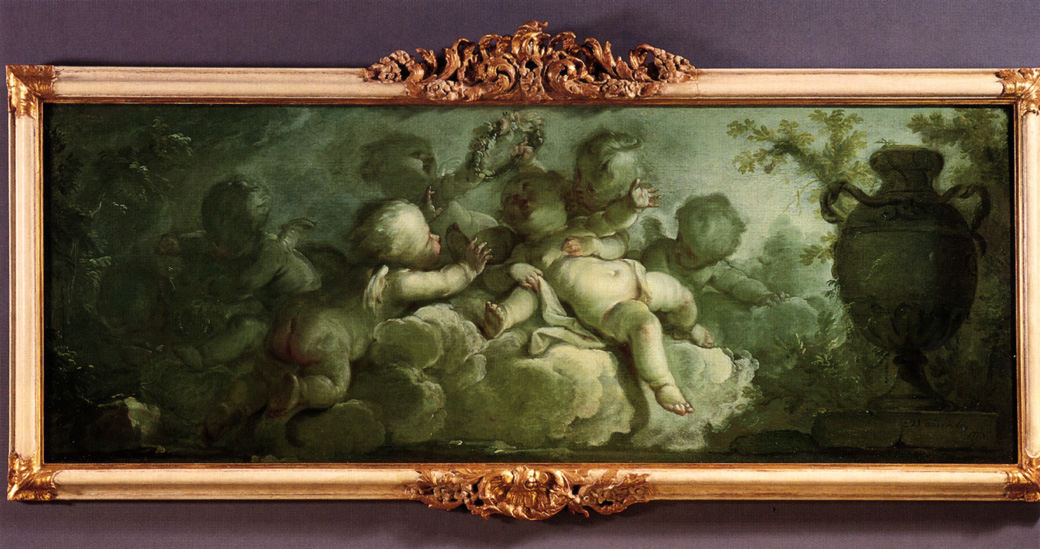
Dirk van der Aa (1731-1809): Spielende Putten auf Wolken, 1773, óleo sobre tela, 119 x 45 cm

Theodorus van der Aa, Thierry van der Aa, Dirk van der Aa (La Haya, 1 de marzo de 1731 – La Haya, 23 de febrero de 1809) .

## Biografía
fue un pintor holandés rococó.Estudió con Johann Heinrich Keller y más tarde con Gerrit Mets. Desde 1755, fue miembro de la Guilda de San Lucas.
Entre sus alumnos están Evert Morel, Cornelis Kuipers o Johan Christiaan Roedig.

## sus obras
- Símbolo de verano Ángeles jugando en un paisaje 1775 Parte de un par con Símbolo de otoño.[3]
- Puerta exterior de Putti disfrutando del dibujo junto a un jarrón sobre una base 1773.[4]